# Кубок Украины по футболу среди женщин
Кубок Украины по футболу среди женских команд (укр. Кубок України з футболу серед жінок) — ежегодное соревнование для украинских женских футбольных клубов, проводимое Федерацией футбола Украины. Разыгрывается с 1992 года. В 1991 году прошел единственный Кубок СССР. В 2000 году Кубок не разыгрывался вообще. В 2017 году из-за перехода на систему "осень-весна" было принято решение не играть Кубок в 2017 году.

## Все финалы
| Сезон           | Место проведения                                                                                       | Победитель                    | Счёт                                          | Финалист                  |
| --------------- | --- | ----------------------------- | --------------------------------------------- | ------------------------- |
| 1992 детали (1) | 10 октября 1992 Фастов, "Машиностроитель" Зрителей: 1000 17 октября 1992 Киев, "Динамо" Зрителей: 2000 | Динамо (Киев)                 | 1 : 0, 0 : 0                                  | Арена-Хозяин (Фастов)     |
| 1993            | 11 августа 1993 Киев, "Динамо" Зрителей: 1000                                                          | Арена (Киев)                  | 4 : 1                                         | Динамо (Киев)             |
| 1994            | 22 октября 1994 Киев, Республиканский стадион Зрителей: 1000                                           | ФК Донецк (Донецк)            | 1 : 1 5 : 4 (п.п.)                            | Алина (Киев)              |
| 1995            | 13 октября 1995 Киев, Верхнее поле Республиканского стадиона Зрителей: 300                             | Алина (Киев)                  | 2 : 1                                         | Донецк-Рось (Донецк)      |
| 1996 (5)        | 12 октября 1996 Киев, НСК "Олимпийский" Зрителей: 500                                                  | Варна (Донецк)                | 7 : 1                                         | Алина (Киев)              |
| 1997            | 23 октября 1997 Киев, ЦСКА Зрителей: 300                                                               | Алина (Киев)                  | 1 : 0                                         | Дончанка (Донецк)         |
| 1998            | 3 октября 1998 Киев, ЦСКА Зрителей: 200                                                                | Дончанка (Донецк)             | 1 : 1 4 : 3 (п.п.)                            | Легенда (Чернигов)        |
| 1999            | 3 октября 1999 Киев, ЦСКА Зрителей: 1000                                                               | Дончанка (Донецк)             | 3 : 2                                         | Легенда-Чексил (Чернигов) |
| 2000            | Кубок не был разыгран                                                                                  | Кубок не был разыгран         | Кубок не был разыгран                         | Кубок не был разыгран     |
| 2001            | 18 ноября 2001 года Киев — НСК «Олимпийский» Зрителей: 100                                             | Легенда-Чексил (Чернигов)     | 4 : 1 (2:1)                                   | Дончанка (Донецк)         |
| 2002 (10)       | 30 октября 2002 года Киев — ЦСКА Зрителей: 200                                                         | Легенда (Чернигов)            | 7 : 4 (2 : 2, 4 : 4) (д.в.)                   | ФК Харьков (Харьков)      |
| 2003            | 31 августа 2003 года Киев — ЦСКА Зрителей: 200                                                         | Харьков-Кондиционер (Харьков) | 2 : 1 (1 : 0)                                 | Легенда (Чернигов)        |
| 2004            | 22 октября 2004 года Киев — ЦСКА Зрителей: 200                                                         | Металлист (Харьков)           | 3 : 1 (1 : 0)                                 | Легенда (Чернигов)        |
| 2005            | 16 ноября 2005 года Киев — УТК им. Виктора Банникова                                                   | Легенда (Чернигов)            | 1 : 1 3 : 2 (п.п.)                            | Арсенал (Харьков)         |
| 2006            | 24 ноября 2006 года Киев — УТК им. Виктора Банникова                                                   | Жилстрой-1 (Харьков)          | 2 : 0                                         | Легенда (Чернигов)        |
| 2007 (15)       | 10 ноября 2007 года Киев — УТК им. Виктора Банникова                                                   | Жилстрой-1 (Харьков)          | 5 : 4 (2 : 3) отчёт                           | Легенда (Чернигов)        |
| 2008            | 6 декабря 2008 года Киев — УТК им. Виктора Банникова                                                   | Жилстрой-1 (Харьков)          | 2 : 1 (1 : 0) отчёт                           | Легенда (Чернигов)        |
| 2009            | 15 июля 2009 года Киев — УТК им. Виктора Банникова                                                     | Легенда-ШВСМ (Чернигов)       | 1 : 0 (0 : 0) (д.в.) отчёт                    | Жилстрой-1 (Харьков)      |
| 2010            | 28 июля 2010 года Сумы — «Юбилейный» Зрителей: 1 600                                                   | Жилстрой-1 (Харьков)          | 3 : 2 (2 : 1) протокол отчёт фото видео голов | Легенда-ШВСМ (Чернигов)   |
| 2011            | 23 июля 2011 года Киев — УТК им. Виктора Банникова                                                     | Жилстрой-1 (Харьков)          | 1 : 1 4 : 3 (п.п.) протокол                   | Легенда-ШВСМ (Чернигов)   |
| 2012 (20)       | 29 сентября 2012 года Киев — УТК им. Виктора Банникова Зрителей: 700                                   | Нефтехимик (Калуш)            | 7 : 0 (5 : 0) протокол отчёт                  | Дончанка-ЦПОР (Донецк)    |
| 2013            | 24 октября 2013 года Киев — УТК им. Виктора Банникова                                                  | Жилстрой-1 (Харьков)          | 3 : 0 (0 : 0) протокол отчёт                  | Легенда (Чернигов)        |
| 2014            | 5 ноября 2014 года Киев — УТК им. Виктора Банникова                                                    | Жилстрой-1 (Харьков)          | 4 : 2 (3 : 2) протокол отчёт                  | Легенда-ШВСМ (Чернигов)   |
| 2015            | 20 августа 2015 года Киев — УТК им. Виктора Банникова                                                  | Жилстрой-1 (Харьков)          | 4 : 0 (0 : 0) протокол отчёт                  | Легенда-ШВСМ (Чернигов)   |
| 2016            | 9 октября 2016 года Тернополь — Городской стадион                                                      | Жилстрой-1 (Харьков)          | 4 : 1 (0 : 0) протокол отчёт                  | Легенда-ШВСМ (Чернигов)   |
| 2017            | Кубок не был разыгран                                                                                  | Кубок не был разыгран         | Кубок не был разыгран                         | Кубок не был разыгран     |
| 2017/18 (25)    | 2 июня 2018 года Тернополь — Городской стадион                                                         | Жилстрой-1 (Харьков)          | 8 : 0 (4 : 0) протокол отчёт видео голов      | Легенда-ШВСМ (Чернигов)   |
| 2019            | 8 июня 2019 года Львов — СКИФ                                                                          | Жилстрой-1 (Харьков)          | 2 : 0 (2 : 0) отчёт                           | Восход (Старая Маячка)    |
| 2020            | 30 вересня 2020 года Харьков — Солнечный                                                               | Жилстрой-2 (Харьков)          | 1 : 0 (1 : 0) отчёт                           | Восход (Старая Маячка)    |
| 2021            | 5 июня 2021 года Киев — УТК им. Виктора Банникова                                                      | Жилстрой-2 (Харьков)          | 1 : 0 (1 : 0) отчёт                           | Жилстрой-1 (Харьков)      |